# هاشماش
هاشماش هي قرية تقع في إقليم أراد في رومانيا. تبعد عن أراد 87 كم.

## السكان
حسب إحصائيات 2002 بلغ عدد سكان القرية 1,460 نسمة.